# Aname
Aname är ett släkte av spindlar. Aname ingår i familjen Nemesiidae.

## Bildgalleri

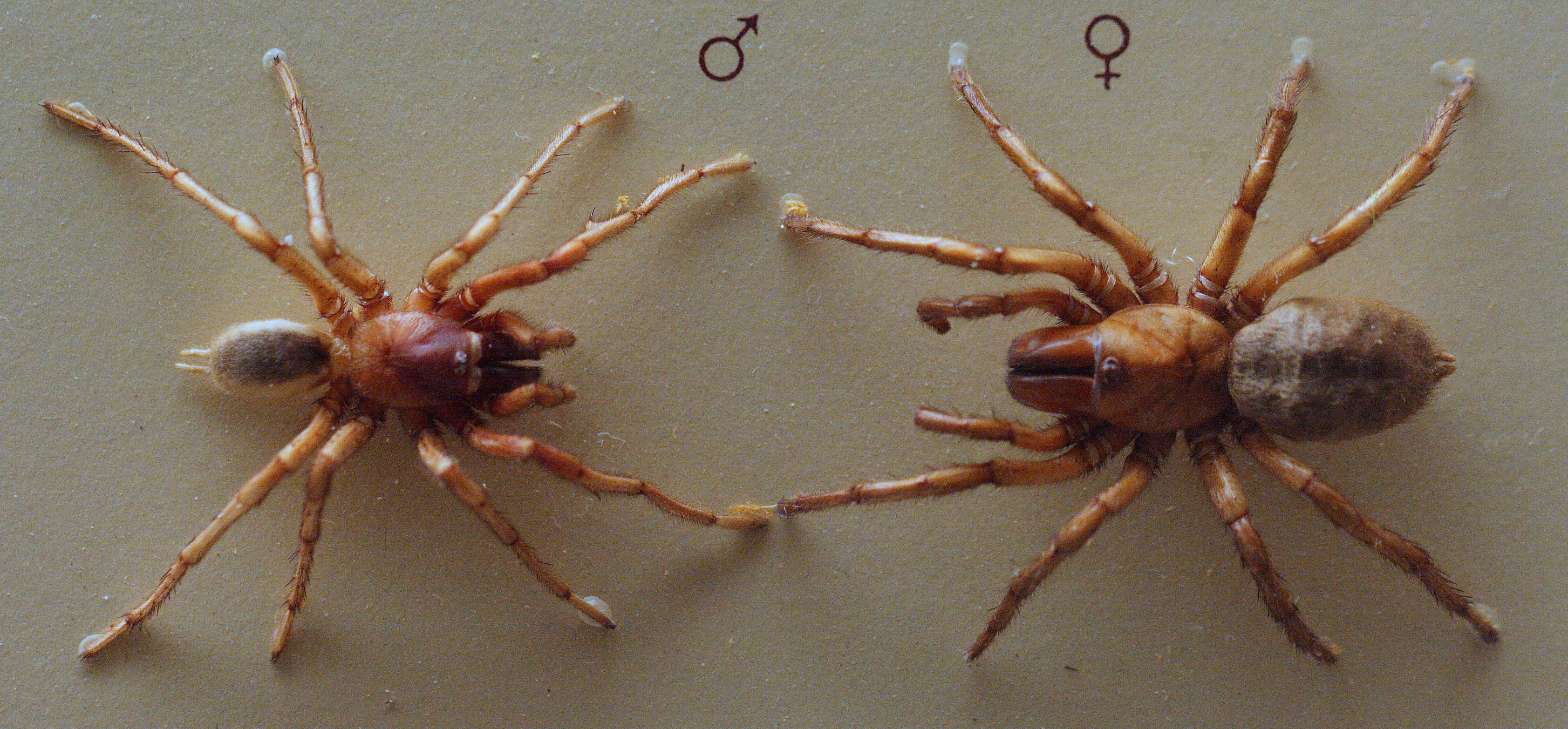
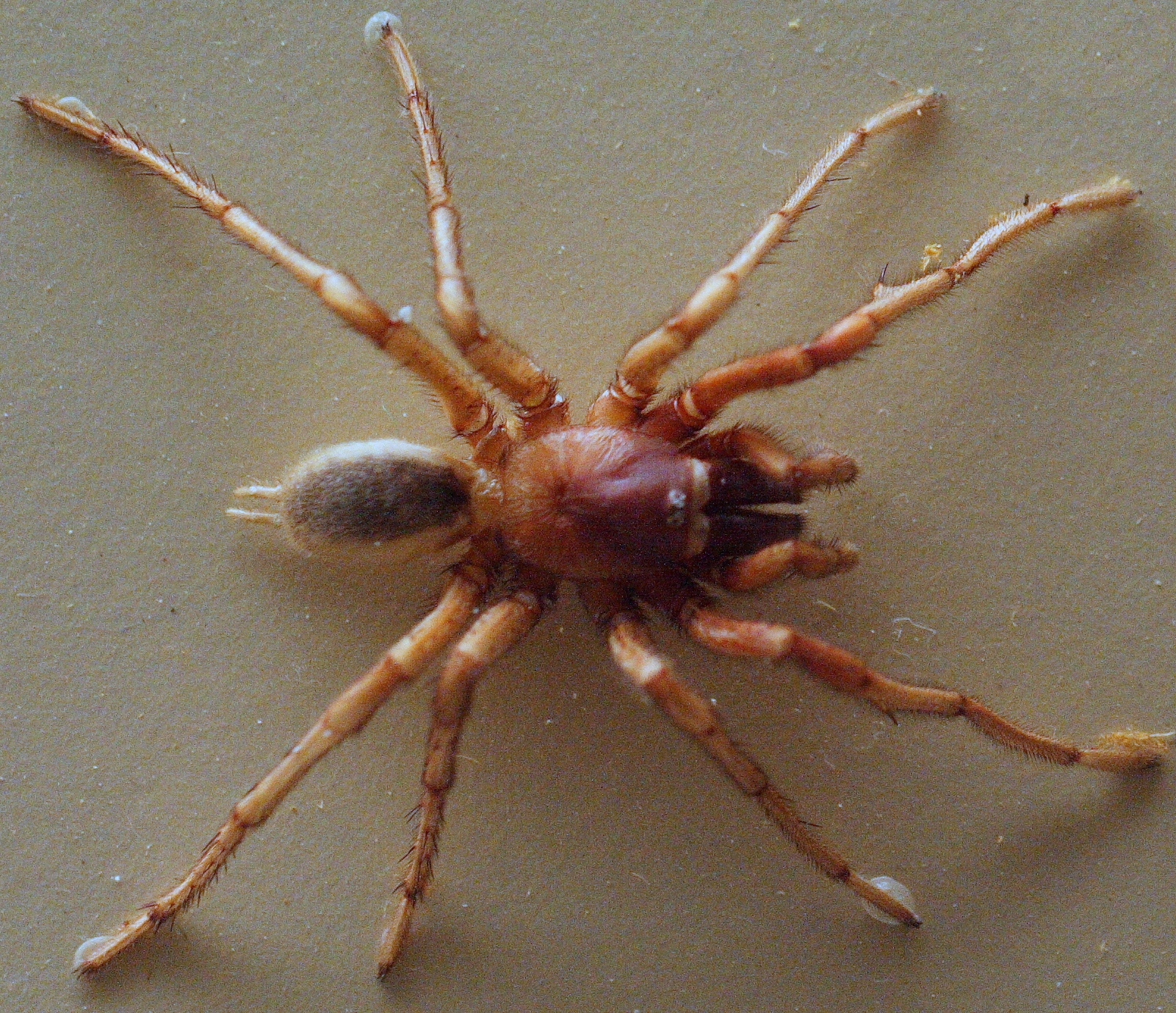
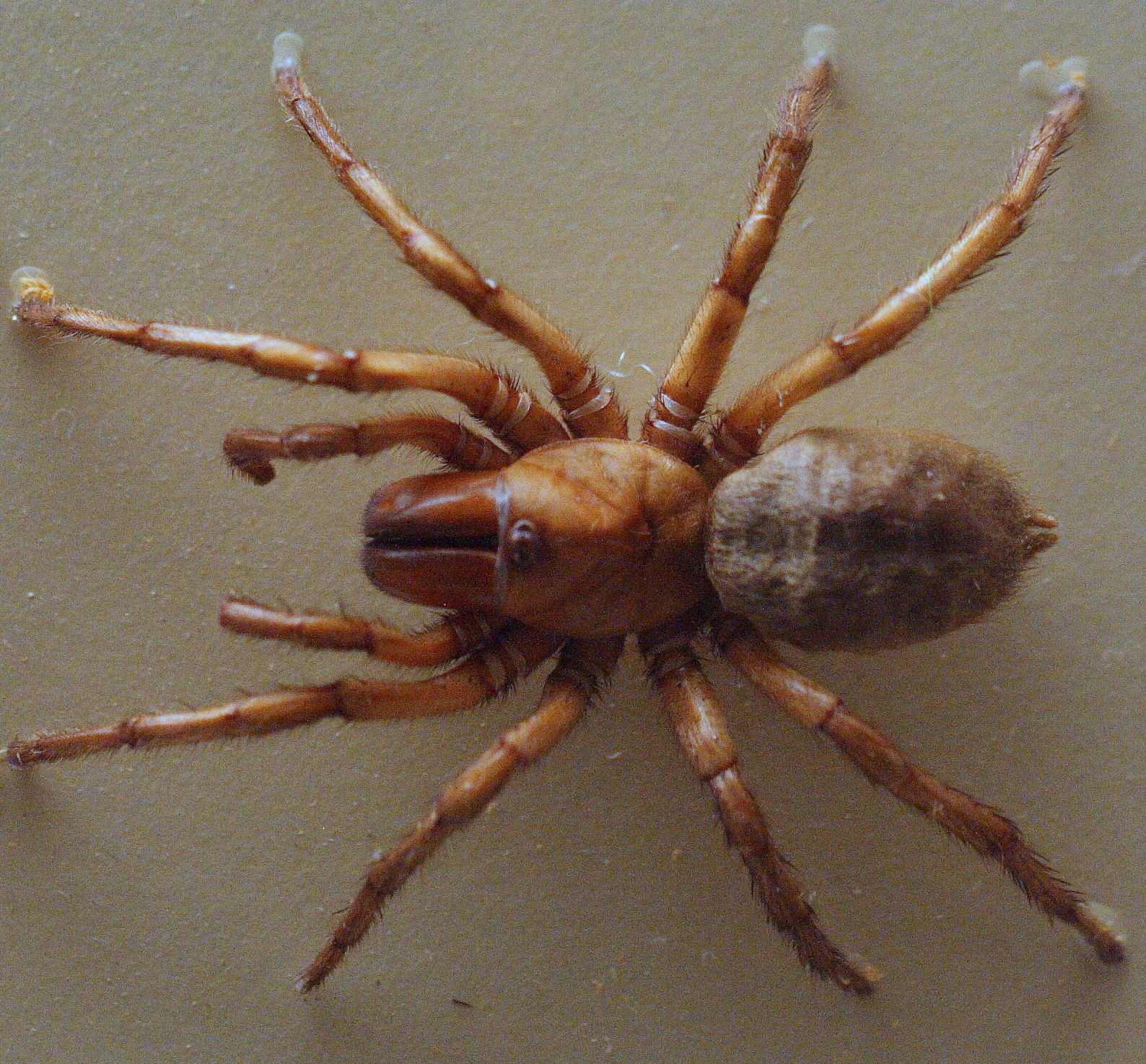
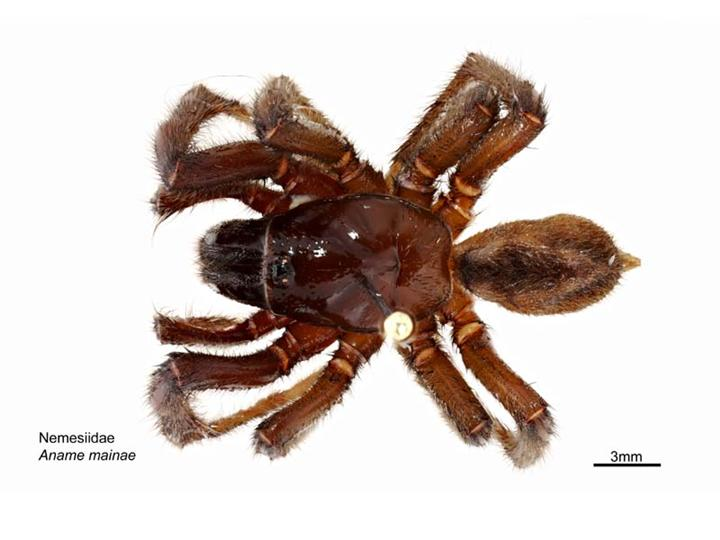

## Dottertaxa tillAname, i alfabetisk ordning[1]
- Aname armigera
- Aname atra
- Aname aurea
- Aname barrema
- Aname blackdownensis
- Aname camara
- Aname carina
- Aname coenosa
- Aname collinsorum
- Aname comosa
- Aname cuspidata
- Aname distincta
- Aname diversicolor
- Aname earthwatchorum
- Aname fuscocincta
- Aname grandis
- Aname hirsuta
- Aname humptydoo
- Aname inimica
- Aname kirrama
- Aname longitheca
- Aname maculata
- Aname mainae
- Aname pallida
- Aname platypus
- Aname robertsorum
- Aname tasmanica
- Aname tepperi
- Aname tigrina
- Aname tropica
- Aname turrigera
- Aname warialda
- Aname villosa